# ریوردیل (یوتا)
ریوردیل (به انگلیسی: Riverdale) شهری در ایالت یوتا کشور ایالات متحده آمریکا است که جمعیت آن در سرشماری سال ۲۰۱۰ میلادی، ۸٬۴۲۶ نفر بوده‌است.